# Kai Daniel

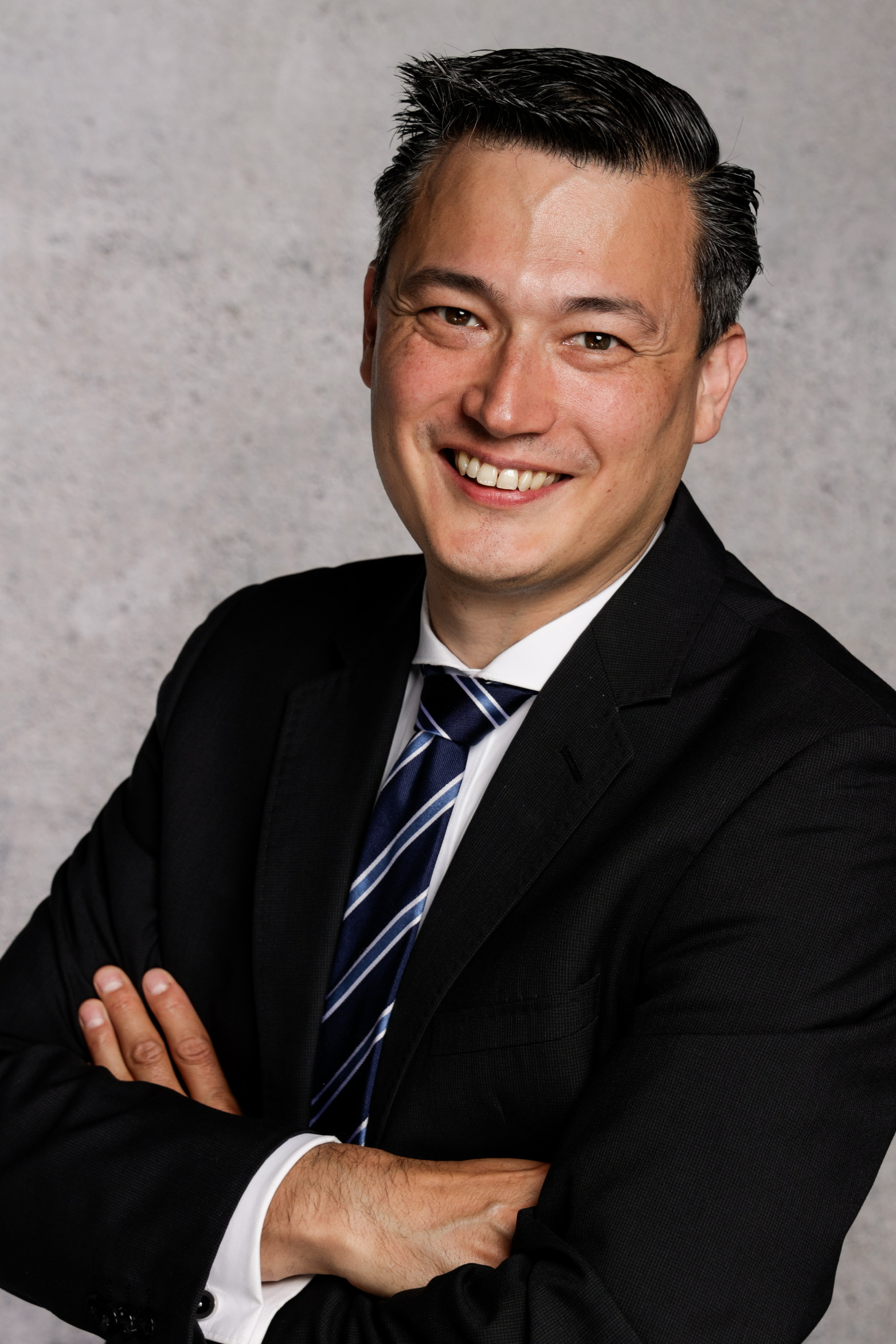
Kai Daniel (2023)

Kai Daniel (* 1979) ist ein deutscher Ingenieurwissenschaftler und Hochschullehrer. Er ist ehemaliger Professor für Informations- und Automatisierungstechnik an der Universität Siegen.

## Leben & Wirken
Nach Abitur und Wehrdienst studierte Daniel von 2000 bis 2006 Elektro- und Informationstechnik an der Ruhruniversität Bochum. Anschließend promovierte er 2012 als wissenschaftlicher Mitarbeiter an der TU Dortmund im Bereich Kommunikationsnetze auf dem Gebiet der autonom vernetzten Sensorsysteme. Ab 2009 war er Leiter der Forschungsgruppe Hochzuverlässig vernetzte Systeme.
Im Anschluss daran übernahm Daniel ab 2012 verschiedene leitende Positionen in der Industrie, u. a. bei RWE, Carl Zeiss und KUKA.
2019 folgte er dem Ruf auf die Professur Informations- und Automatisierungstechnik an der Hochschule Ruhr West in Mülheim an der Ruhr. Bereits 2020 wurde er dort zum Institutsleiter des Instituts für Mess- und Sensortechnik und zum Prodekan des Fachbereichs 4 ernannt.
Ab Dezember 2021 war Daniel Inhaber des Lehrstuhls für Simulationstechnik und wissenschaftliches Rechnen an der Universität Siegen. Dort leitete er in Personalunion das Zentrum für Informations- und Medientechnik (ZIMT).
Der Fokus seiner Forschungstätigkeiten lag im Bereich des Entwurfs sowie der Modellierung resilienter Kommunikations- und Informationssysteme. Ein Schwerpunkt war dabei u. a. die Leistungsbewertung von Algorithmen und Protokollen für Energienetze sowie für echtzeitfähige industrielle Anwendungen.
Prof. Dr. Kai Daniel hat die Universität Siegen zum 31. August 2023 verlassen.

## Schriften
- Cloud Computing for Energy Applications, Smart Energy Conference 2016, Beitrag in “Digitalisierung der Energieversorgung – Treiber und Getriebene”, hrsg. von Uwe Großmann et al., vwh-Verlag, ISBN 978-3-86488-112-1, Nov. 2016
- Das intelligente Messsystem – Anforderungen und Systemkonzept, Proceedings VDE-Kongress 2014, Frankfurt/M., 2014
- Kontextsensitive Vernetzungsstrategien für avionische Sensorsysteme, Shaker Verlag, ISBN 3-8440-1193-5, 2012
- Workflowmanagement – Methodische Grundlagen und Anforderungen des Collaborative Engineering. In G. Buchenau et al., editor, Prozessmanagement – Praktische Anwendung und weiterführende Ideen, pages 53–116. Logos Verlag Berlin, ISBN 3-8325-1895-9, August 2008
- Collaborative Engineering – Anwendungen, Architekturen und Schnittstellen. VDM Verlag, ISBN 3-8364-0132-0, 2007.